# Emir Mutapčić
Emir "Muki" Mutapčić (Zenica, Bosna i Hercegovina, 27. svibnja 1960.) je bosanskohercegovački košarkaš i trener.

## Životopis
Emir Mutapčić je trenutno jedini Zeničanin koji je dobitinik olimpijske medalje. Brončanu olimpijsku medalju je osvojio s košarkaškom reprezentacijom bivše Jugoslavije na OI 1984. u Los Angelesu. 
Bio je nositeljem olimpijske baklje je bio na ZOI 1984. u Sarajevu 1984. godine kao tadašnji športaš godine grada Sarajeva.

## Klubovi
- 1979. – 1989. KK Bosna Sarajevo
- 1989. – 1991. Hapoel Jeruzalem
- 1991. – 1993. Alba Berlin
- 1993. – 1996. TuS Lichterfelde (Trener)
- 1996. – 1998. TuS Lichterfelde (Trener)
- 1998. – 2000. TuS Lichterfelde (Trener)
- 1998. – 2000. Alba Berlin (Asistent trenera Svetislava Pešića)
- 2000. – 2005. Alba Berlin (Trener)
- 2006.- Energy Braunschweig (Trener) (od 10. siječnja 2006. godine)

## Uspjesi
- kao igrač
  - 120 puta jugoslavenski reprezentativac
  - 3 puta prvak Jugoslavije (1978., 1980. i 1983.)
  - osvajač Kupa prvaka i Internacionalnog Kupa (1979.)
  - OI 1984. (brončana medalja) i SP 1986. (brončana medalja)
- kao trener
  - 3 puta njemačko prvenstvo i 2 puta njemački kup s Albom iz Berlina
  - Ulazak u prvu ligu s TuS Lichterfelde (2000.)